# Synaptus filiformis
Synaptus filiformis är en skalbaggsart som först beskrevs av Fabricius 1781.  Synaptus filiformis ingår i släktet Synaptus, och familjen knäppare. Arten har ej påträffats i Sverige.

## Bildgalleri

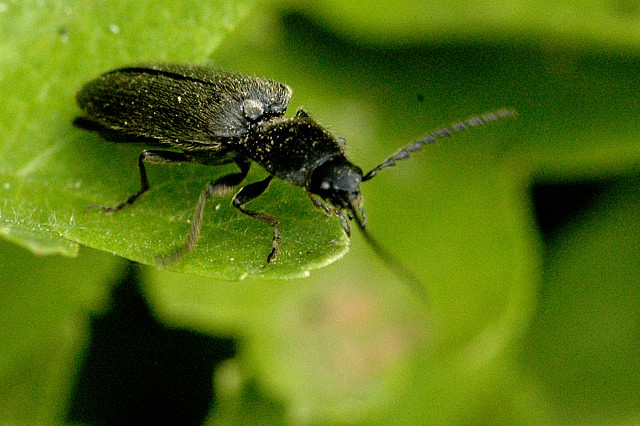